# 新喬世居
新喬世居位於中華人民共和國廣東省深圳市坪山區，為坑梓黃氏興建的六十餘座大型客家圍屋之一。